# Bonaventure Sitjar
Bonaventure Sitjar (en espagnol : Buenaventura Sitjar) (Porreres, Majorque, Espagne, 9 décembre 1739 - Mission San Antonio de Padua, aujourd'hui San Antonio, Nouvelle-Espagne, 3 septembre 1808) est un missionnaire espagnol franciscain du XVIIIe siècle et XIXe siècle explorateur et linguiste envoyé au Nouvelle-Espagne.

## Sa vie
Après son entrée chez les franciscains en 1758 il est, au terme de sa formation de base, destiné aux missions américaines. Il est envoyé en Nouvelle-Espagne et rejoindre le Collège San Fernando de Mexico pour se préparer à la mission d'évangélisation auprès des populations autochtones. En 1770 il est assigné à la Mission San Diego. Il rejoint ensuite la Mission San Antonio de Padua où il restera jusqu'à sa mort. En 1797, il participe à la fondation de la Mission San Miguel Arcángel.
Bonaventure Sitjar est comme son confrère José Francisco de Paula Señan connu pour ses travaux comme linguiste. Spécialiste de la langue indigène Salinan aujourd'hui éteinte il est l'auteur d'un dictionnaire Salinan-espagnol. Il a également rédigé un précieux journal d'une expédition d'exploration en 1795.